# 소방사

소방사의 계급장

소방사(消防士, Firefighter)는 소방관 계급 중 소방사시보의 위,  소방교의 아래로 비간부(소방 실무자)에 속한다.
9급 서기보에 해당하며, 경찰의 순경, 국군의 하사(부사관)에 대응한다.
경찰공무원 중에서 소방공무원을 보하던 시절에는 순경에 대응했으며, 현재 계급에 대응하는 명칭은 소방원이었다.

## 소방사시보

소방사시보의 계급장

소방사시보(消防士試甫)는 소방공무원 최하위 계급으로 9급 서기보 시보에 해당한다.
소방사가 되기 전 일정 기간의 실무연습 단계로, 사관생도 격이다. 
정규 공무원이 아니며, 교육훈련 성적에 따라 면직 가능하다.
처음 임용된 후, 6개월간의 실습 기간을 거칠 때 임명되는 계급이다.

## 같이 보기
- 소방관 계급 목록